# Ледницкий ландшафтный парк

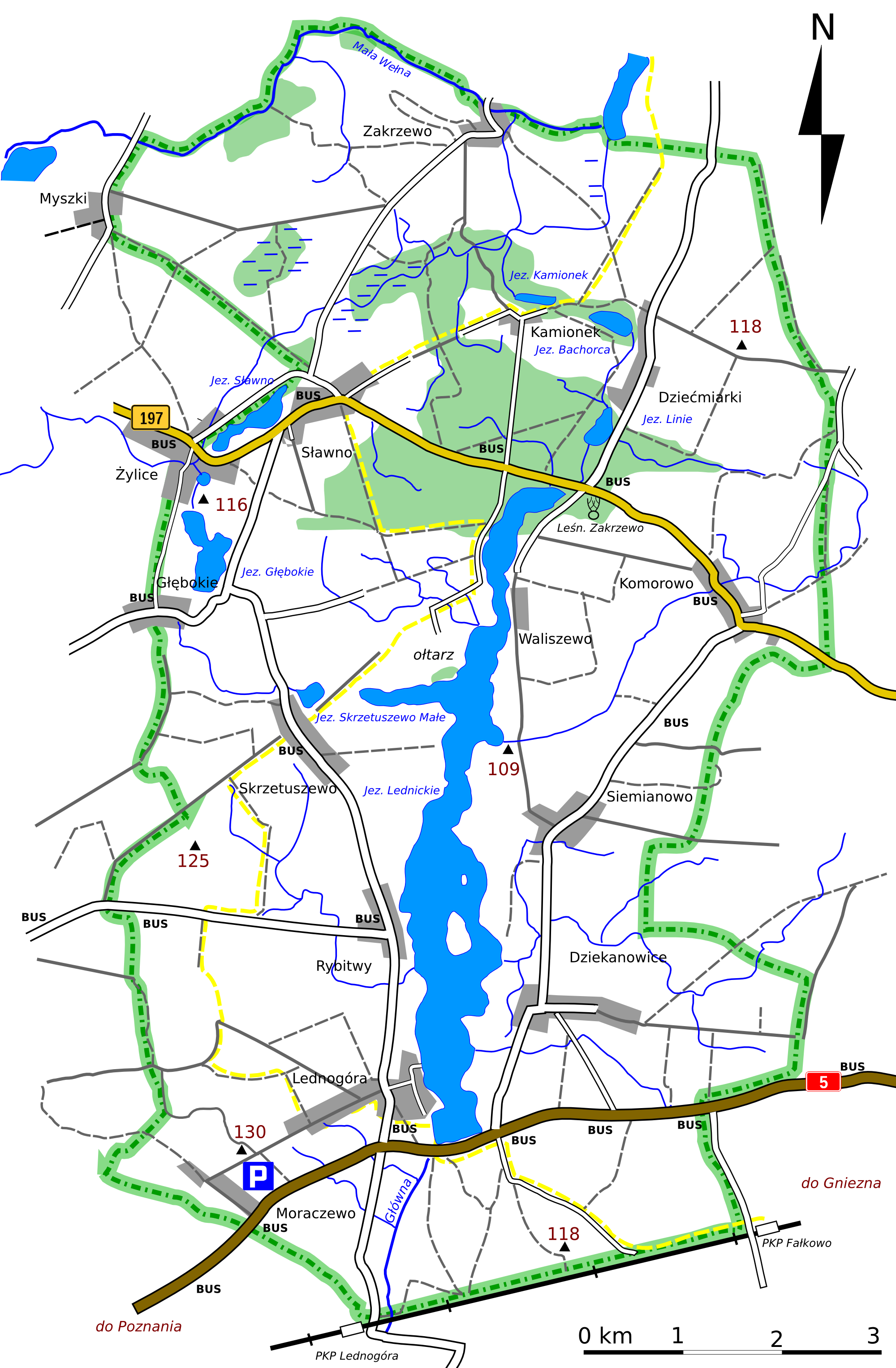
Карта парка

Ледни́цкий ландшафтный парк (пол. Lednicki Park Krajobrazowy) — природоохранная зона, ландшафтный парк в Великопольском воеводстве, Польша. Парк занимает часть сельских гмин Кишково, Клецко, Лубово и Победзиска. Парк назван именем озера Ледница.

## История
26 мая 1988 года был основан Ледницкий ландшафтный парк для сохранения земель вокруг озера Ледница, считающихся колыбелью польской государственности.

## Описание
Площадь парка составляет 7652,48 гектаров, из которых 7 % от общей площади занимает озеро Ледница (8 км в длину). Остальные озёра Славно, Глембоке, Камёнек, Бахорце и Лине имеют небольшой размер и расположены в канавах малых водостоков. Ландшафт парка сформирован последним ледниковым периодом и представляет собой равнину с несколькими холмами. В парке преобладают равнинные сельскохозяйственные угодья с рядами ив, растущих вдоль водосточных канав и по краям полей. Сохранившиеся леса в северной части парка занимают площадь не более 10 % от общей площади. В лесу находятся около 50 деревьев, признанных памятниками природы, среди которых 10 дубов, растущих в лесу и при дороге на села Камёны.
На территории парка находятся около 350 археологических памятников, среди которых самыми известными являются четыре городища неолитического периода на острове Острув-Ледницкий, на острове Ледниче, в сёлах Моравиче и Имёлки.
В 1932–1935 годах на острове Ледницкий было обнаружено крупнейшее в Польше раннесредневековое кладбище. Дендрохронологические и подводные исследования определили, что часть набережной была перестроена в 1070-х годах, а сами мосты Ледницы были построены в зимне-весенний период на рубеже 963—964 годов. Эти мосты (западный длиной 438 м и восточный — 187 м) были построены из деревянных балок, поддерживаемых сваями, вбитыми в дно озера. Ширина переходов составляла около 5 м, и они составляли часть пути из Познани в Гнезно, соединяя остров Ледницкий с этими городами. Огромные размеры мостов, ведущих на остров Ледница, делают их одними из крупнейших инженерных сооружений раннего средневековья в этой части Европы. Мосты были разрушены во время нашествия чешского князя Бржетислава I  на Древнепольское государство в 1038 году. В 2017 году на озере Ледница были обнаружены следы третьего моста, который, однако, вёл не к острову Ледницкий, а к острову Ледничка. На основании дендрохронологических исследований время его постройки было оценено как 913 или 914 год. Длина переправы составляла около 120 м.
С 1997 года ежегодно в день Пятидесятницы на территории села Поля-Ледницке, входящего в состав Ледницкого этнографического парка, проводится молодёжный фестиваль под названием «Ogólnopolskie Spotkanie Młodych — Lednica 2000» (Всепольская встреча молодёжи — Ледница 2000).

## Туризм
В северной части парка проходит пеший туристический маршрут, протяжённость которого по парку составляет 7 километров. Этот маршрут соединяет село Клецко с Гнезно.

## Достопримечательности
- На острове Острув-Ледницкий находится музей первых Пястов. Считается, что здесь в 966 году произошло крещение Польши.
- Великопольский этнографический парк, представляющий реконструкцию малопольской деревни начала XX века. Является филиалом Музея первых Пястов.